# San Lorenzo in Banale
San Lorenzo in Banale település Olaszországban, Trento megyében. Lakosainak száma 1154 fő (2014. december 31.). San Lorenzo in Banale Andalo, Calavino, Dorsino, Molveno, Ragoli, Stenico, Comano Terme és Vezzano községekkel határos.

## Népesség
A település népességének változása:

| 2014 | 1 154 |